# سعادى
السُّعَادَى أو النمص (باللاتينية: Carex) جنس نباتي من الفصيلة السعدية يضم حوالي 1100 نوع.

## من أنواعهالواطنةفيالوطن العربي
1. السعادي الأهلب (باللاتينية: Carex hispida) في بلاد الشام والمغرب العربي ومعظم مناطق حوض المتوسط
2. السعادي البعيد (باللاتينية: Carex distans) في بلاد الشام ومصر والمغرب العربي وكل مناطق أوروبا والقوقاز
3. السعادي ثنائي السنابل (باللاتينية: Carex distachya) في بلاد الشام والمغرب العربي ومعظم مناطق حوض المتوسط
4. السعادي الحرجي (باللاتينية: Carex sylvatica) في بلاد الشام والمغرب العربي ومعظم مناطق أوروبا والقوقاز
5. السعادي رفيع الأوراق (باللاتينية: Carex stenophylla) في بلاد الشام ومصر وتركيا والقوقاز وشرق أوروبا
6. السعادي سميك القلم (باللاتينية: Carex pachystylis) في بلاد الشام وتركيا والقوقاز
7. السعادي السمين (باللاتينية: Carex flacca) في بلاد الشام والمغرب العربي ومعظم مناطق أوروبا
8. السعادي العراقي (باللاتينية: Carex iraquensis) في العراق وتركيا
9. السعادي المتدلي (باللاتينية: Carex pendula) في بلاد الشام وتركيا والقوقاز
10. السعادي المتوسطي (باللاتينية: Carex mediterranea) في الشام
11. السعادي المدبب (باللاتينية: Carex acuta) في الشام
12. السعادي مدبب الشكل (باللاتينية: Carex acutiformis) في بلاد الشام والمغرب العربي ومعظم مناطق أوروبا والقوقاز
13. السعادي المشعر (باللاتينية: Carex hirta) في المغرب العربي والقوقاز ومعظم مناطق أوروبا
14. السعادي المداد (باللاتينية: Carex extensa) في بلاد الشام ومصر والمغرب العربي وتركيا والقوقاز ومعظم مناطق أوروبا
15. السعادي الممزق (باللاتينية: Carex divulsa) في بلاد الشام والمغرب العربي ومعظم مناطق أوروبا
16. السعادي المنقسم (باللاتينية: Carex divisa) في حوض المتوسط والقوقاز وحوض البحر الأسود وبعض مناطق أوروبا
17. السعادي المنقط (باللاتينية: Carex punctata) في المغرب العربي وبعض مناطق أوروبا
18. السعادي المهجور (باللاتينية: Carex eremitica) في بلاد الشام
19. السعادي النائي (باللاتينية: Carex remota) في بلاد الشام والمغرب العربي والقوقاز وكل مناطق أوروبا
20. السعادي الناتئ (باللاتينية: Carex muricata) في بلاد الشام والمغرب العربي ومعظم مناطق أوروبا
21. السعادي النحاسي (باللاتينية: Carex cuprina) في بلاد الشام والمغرب العربي ومعظم مناطق أوروبا والقوقاز
22. السعادي النهري (باللاتينية: Carex riparia) في بلاد الشام والمغرب العربي والقوقاز ومعظم مناطق أوروبا
23. السعادي الهالري (باللاتينية: Carex hallerana) (تكريما لألبرخت فون هالر (بالألمانية: Albrecht von Haller)، وهو عالم طبيعة وطبيب سويسري) في بلاد الشام والمغرب العربي ومعظم مناطق أوروبا
24. السعادي ورقي السنابل (باللاتينية: Carex phyllostachys) في بلاد الشام وتركيا والقوقاز وبعض مناطق البلقان

## من أنواعه الأخرى
1. السعادي الأبيض والأسود (باللاتينية: Carex albonigra) في الولايات المتحدة
2. السعادي الأصفر (باللاتينية: Carex lutea)
3. السعادي الذهبي (باللاتينية: Carex aurea)
4. السعادي الرملي (باللاتينية: Carex arenaria) في شمال أوروبا وغربها
5. السعادي الزواني (باللاتينية: Carex loliacea) في كندا
6. السعادي الغربي (باللاتينية: Carex occidentalis)
7. سعادي غريه (باللاتينية: Carex grayi)
8. السعادي المنقاري (باللاتينية: Carex rostrata) في كل مناطق أوروبا عدا البرتغال
9. السعادي الوحلي (باللاتينية: Carex limosa) في معظم مناطق أوروبا
10. السعادي الودياني (باللاتينية: Carex vallicola)
11. سعادي شمراخي
12. سعادي عنقودي
13. سعادي بلدنسيس

## الأنواع
أنواع هذا الجنس:
- كود سباركل
- تحديث القائمة

نوع:سعادي أبيض وأسود 
اسم علمي: Carex albonigra

نوع:سعادي أصفر 
اسم علمي: Carex lutea

نوع:سعادي ذهبي 
اسم علمي: Carex aurea

نوع:سعادي رملي 
اسم علمي: Carex arenaria

نوع:سعادي زواني 
اسم علمي: Carex loliacea

نوع:سعادي غربي 
اسم علمي: Carex occidentalis

نوع:سعادي غريه 
اسم علمي: Carex grayi

نوع:سعادي مدبب 
اسم علمي: Carex acuta

نوع:سعادي مشعر 
اسم علمي: Carex hirta

نوع:سعادي منقاري 
اسم علمي: Carex rostrata

نوع:سعادي وحلي 
اسم علمي: Carex limosa

نوع:سعادي ودياني 
اسم علمي: Carex vallicola